# 鐵馬 (路障)

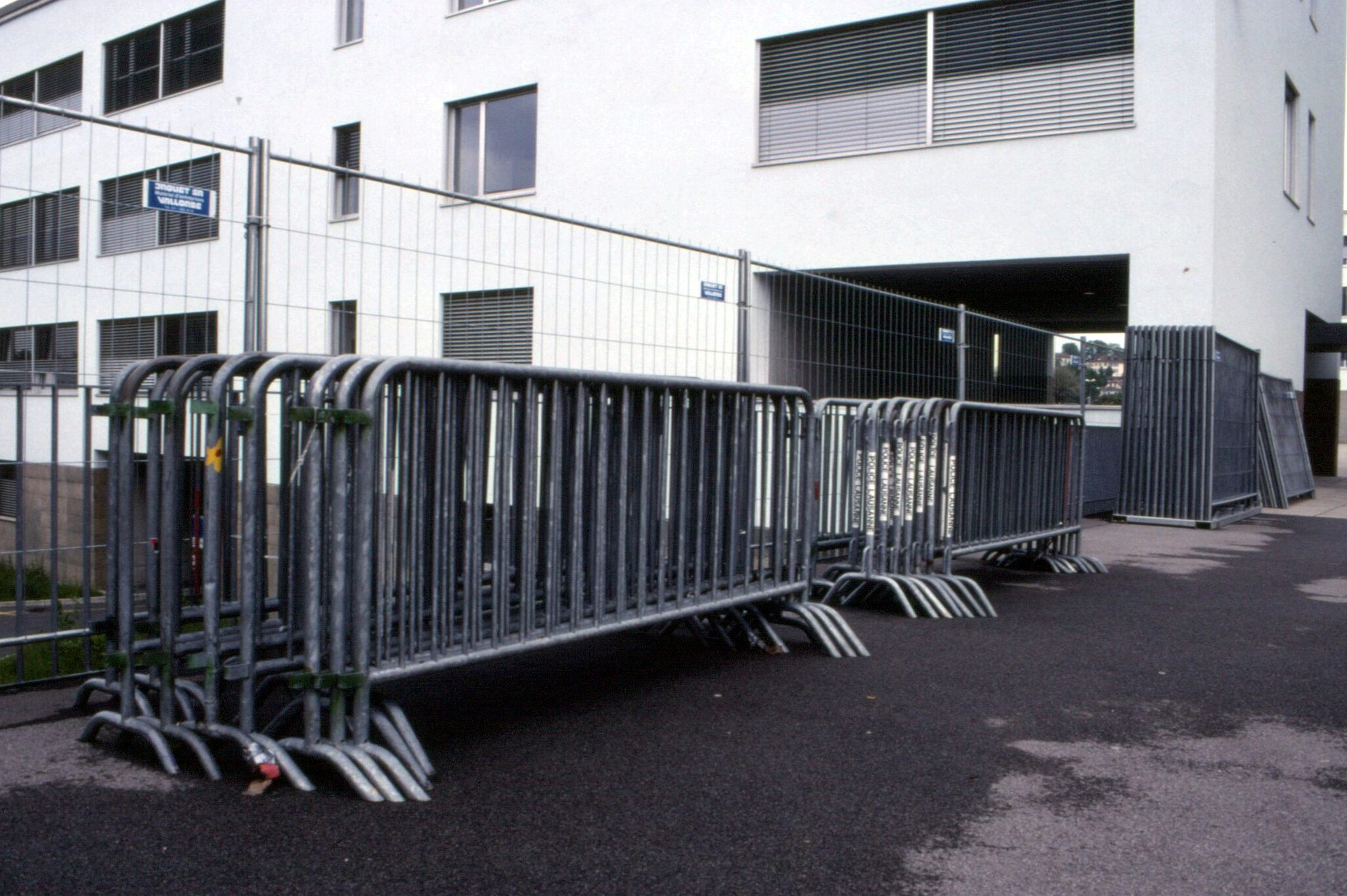
鐵馬

人流管制障礙物，俗称鐵馬，又稱法式障礙物，常在公共活動中使用，鐵馬經常在體育項目、巡遊、遊行示威、室內節日等都會使用，作用是管理和控制人潮，令人群能在擠逼的情況下有秩序疏導，在亞洲稱為鐵馬護欄。